# فقيه حسنان (خورموج)
فقيه حسنان (بالفارسية: فقیه‌حسنان) هي قرية تقع في إيران في قسم خورموج الريفي. يقدر عدد سكانها بـ 275 نسمة بحسب إحصاء 2016.